# Eurhadinoceraea
Eurhadinoceraea är ett släkte av steklar som beskrevs av Eduard Enslin 1920. Eurhadinoceraea ingår i familjen bladsteklar.
Släktet innehåller bara arten Eurhadinoceraea ventralis.